# 圣费雷奥勒-特朗特帕
圣费雷奥勒-特朗特帕（法語：Saint-Ferréol-Trente-Pas）是法国德龙省的一个市镇，位于该省南部，属于尼永斯区。该市镇总面积21.48平方公里，2009年时的人口为228人。

## 人口
圣费雷奥勒-特朗特帕人口变化图示